# Chiharu Shida
Chiharu Shida (Hachirōgata, 29 de abril de 1997) é uma jogadora de badmínton japonesa.

## Carreira
Shida fez parte da equipe vencedora do Japão no Campeonato Asiático de Tema de 2020. Ela atingiu o recorde de sua carreira como número 2 do mundo no ranking mundial da BWF em 8 de novembro de 2022 com sua atual parceira Nami Matsuyama. Shida foi medalhista de bronze no Campeonato Asiático e Mundial Júnior em 2014 e 2015. Ela ganhou seu primeiro título internacional no Vietnam International de 2016 e conquistou seu primeiro BWF World Tour no Chinese Taipei Open de 2018.
Nos Jogos Olímpicos de Verão de 2024, em Paris, conquistou a medalha de bronze na disputa de duplas femininas, ao lado de Matsuyama.